# بمب‌گذاری کنیسه آنتورپ (۱۹۸۱)
در ۲۰ اکتبر ۱۹۸۱، یک بمب کامیونی در خارج از یک کنیسه یهودیان پرتغالی در مرکز آنتورپ، بلژیک، منفجر شد. انفجار کمی بعد از ساعت ۹:۰۰ صبح در یک صبح سه‌شنبه رخ داد، چند دقیقه قبل از شروع مراسم مذهبی سیمحاط تورا.

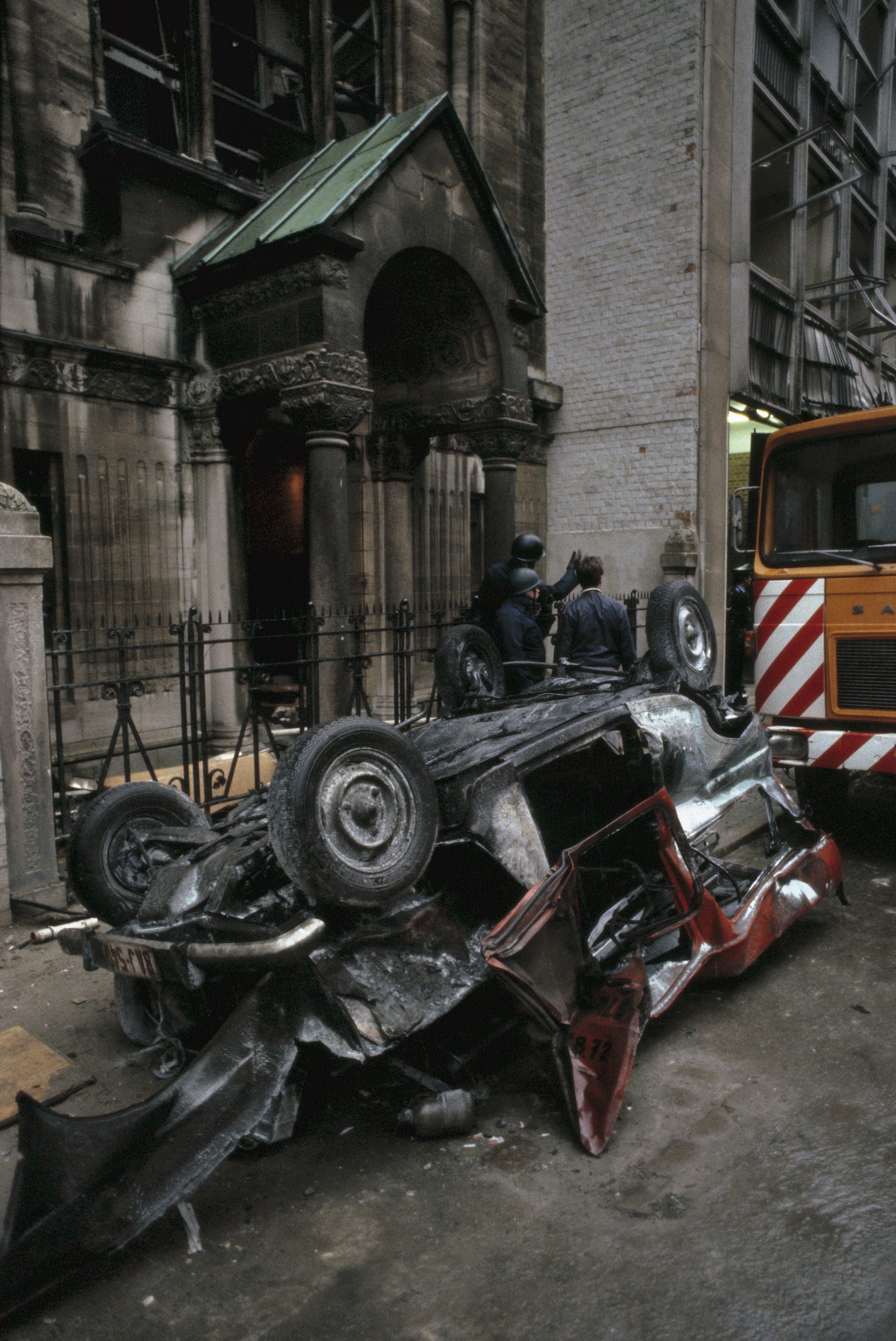
بمب‌گذاری در محله یهودیان در آنتورپ؛ ماشینی که بمب در آن جلوی کنیسه گذاشته شده بود

در این بمب‌گذاری سه نفر کشته و ۱۰۶ نفر زخمی شدند.

## بمب‌گذاری
بمب در یک کامیون تحویل مخفی شده بود که شبانه پارک شده و یکی از چرخ‌های آن برداشته شده بود، به طوری که به نظر می‌رسید خراب شده است. انفجار درها و پنجره‌های شیشه‌ای رنگی کنیسه را منفجر کرد و ویترین‌ها و پنجره‌های مغازه‌ها را در چندین بلوک اطراف شکست. پس از انفجار، تنها محورهای وسیله نقلیه، شیشه و سایر بقایا باقی ماند.
منابع پلیس گفتند که شماره ثبت روی شاسی کامیون نشان داد که از یک فروشنده خودروهای دست دوم در بروکسل خریداری شده است. کامیون این پلاک توسط یک مرد جوان با موهای تیره که نام خود را نیکولا برازی و آدرسی که بعداً مشخص شد متعلق به یک هتل در بروکسل است، گرفته شده بود. تحقیقات نشان داد که برازی، که گمان می‌رود لبنانی باشد، هرگز در آن هتل ثبت‌نام نکرده است. همان نام در دفتر ثبت‌نام هتل دیگری یافت شد که در آن ملیت خود را قبرسی وارد کرده بود.

## مسئولیت
گروه تروریستی فلسطینی سپتامبر سیاه مسئولیت حمله را بر عهده گرفت، گروهی که قبلاً تعدادی حملات تروریستی از جمله کشتار المپیک مونیخ ۱۹۷۲ را انجام داده بود که در آن ۱۱ ورزشکار اسرائیلی و یک پلیس آلمانی غربی کشته شدند و پنج نفر از هشت چریک کشته شدند.
یک ایستگاه تلویزیونی محلی نیز ادعا کرد که سلول بلژیکی اکسیون دیرکت (Action Directe) نیز مسئولیت حمله را بر عهده گرفته است، اما پلیس آنتورپ گفت که قبلاً در بلژیک از این گروه خبری نبوده است.
در عرض یک هفته، پلیس بلژیک در خنت سه نئونازی آلمانی را به خاطر حمله دستگیر کرد. در نوامبر ۲۰۰۸، یک مرد ۵۵ ساله فلسطینی‌الاصل با گذرنامه‌های لبنانی و کانادایی در اتاوا، کانادا، به دلیل حکم استرداد موقت برای بمب‌گذاری در کنیسه پاریس در سال ۱۹۸۰ و به عنوان مظنون به حمله بمب‌گذاری آنتورپ دستگیر شد.

## حملات دیگر
این حمله یک سال پس از بمب‌گذاری کنیسه پاریس در سال ۱۹۸۰ رخ داد که آن نیز در شب عید سیمحاط تورا اتفاق افتاد. نخست‌وزیر بلژیک در آن زمان، مارک ایسکنس، این حمله را به عنوان «شیطانی و شرورانه» محکوم کرد، و گفت که این «به وضوح حمله دیگری علیه جامعه یهودی است».
این دومین حادثه ضدیهودی در آنتورپ در سه ماه بود. همچنین در ژوئیه ۱۹۸۰ حمله‌ای به یهودیان در آنتورپ صورت گرفت. یک فلسطینی دو تا نارنجکهای دستی به سمت گروهی از کودکان مدرسه یهودی که برای تعطیلات می‌رفتند پرتاب کرد، که منجر به کشته شدن یک نفر و زخمی شدن ۲۰ نفر دیگر شد. مهاجم دستگیر و محکوم شد.
در ماه مه ۲۰۱۴ حمله‌ای به موزه یهودیان بلژیک صورت گرفت که در آن چهار نفر کشته شدند.